# Gare d'Eplény
La gare d'Eplény (en hongrois : Eplény vasútállomás) est une gare ferroviaire hongroise de la ligne 11 de Győr à Veszprém, située sur le territoire de la Localité d'Eplény dans le comitat Veszprém.
C'est une halte voyageurs de la Győr-Sopron-Ebenfurti Vasút (GYSEV) desservie par des trains locaux.

## Situation ferroviaire
Établie à 345 mètres d'altitude, la gare d'Eplény est située au point kilométrique (PK) 67 de la ligne 11 de Győr à Veszprém (voie unique), entre les gares ouvertes de Zirc et de Veszprém.

## Service des voyageurs

### Accueil
Halte GYSEV, c'est un point d'arrêt non géré (PANG) à accès libre.

### Desserte
Eplény est desservie par des trains omnibus de ligne 11 de la MÁV.